# 1178 Irmela
1178 Irmela este un asteroid din centura principală, descoperit pe 13 martie 1931, de Max Wolf.